# Ex omnibus afflictionibus
Ex omnibus afflictionibus – bulla papieża Piusa V z dnia 1 października 1567 roku, potępiająca naukę przypisywaną rektorowi Uniwersytetu w Lowanium profesorowi Michałowi du Bay zwanemu także Bajusem. Bulla Ex omnibus zawiera 79 tez Bajusa potępionych łącznie jako "heretyckie, błędne, podejrzane, nieroztropne, gorszące", chociaż nie każda z nich zasługuje na wszystkie te noty razem.

## Historia powstania bulli
Bajus był przeciwnikiem scholastyki i opierał swoją teologię wyłącznie na Piśmie Świętym oraz łacińskich Ojcach Kościoła (głównie św. Augustyna). Na żądanie franciszkanów paryska Sorbona potępiła kilkanaście tez Bajusa w 1559 roku, jednak Bajus odwołał się od tej decyzji (jego pismo zaginęło), co spowodowało zaognienie sporu teologicznego pomiędzy nim a franciszkanami.
W 1561 roku papież Pius IV polecił poprzez kardynała de Granvelle obu stronom sporu milczenie - bez rozstrzygania konfliktu doktrynalnego, zaś sam Bajus został wysłany na wznowione obrady Soboru w Trydencie jako teolog króla Hiszpanii. Poglądy Bajusa nie spotkały się z przychylnym przyjęciem przez ojców soborowych i tylko autorytet króla Hiszpanii obronił Bajusa przed potępieniem. Po powrocie z soboru Bajus opublikował w Lowanium kilka traktatów (m.in. De libero arbitro), które w 1566 roku wydał w zbiorze "Opuscula omnia". Przeciwnicy Bajusa poinformowali o tym papieża i w dniu 1 października 1567 roku Pius V podpisał bullę Ex omnibus affilictionibus. Bulla ta potępia w całości różne tezy Bajusa bez nadawania im poszczególnych cenzur teologicznych oraz bez wymieniania Bajusa jako ich autora. Z uwagi na rozwój reformacji bulla ta miała pozostać dokumentem niejawnym, zaś sam Bajus został poinformowany o potępieniu 79 jego tez prywatnie w dniu 21 grudnia 1567 roku, a w styczniu następnego roku wysłał do Rzymu pismo w obronie swojej nauki, powołując się głównie na autorytet św. Augustyna. W 1569 roku Pius V utrzymał w mocy potępienie zawarte w bulli Ex omnibus, a sam Bajus podporządkował się wyrokowi papieskiemu i w dniu 24 lutego 1580 roku złożył pisemne wyznanie wiary.
Przyjmuje się, że system teologiczny Bajusa zwany 'bajanizmem' zapoczątkował największy spór teologiczny XVII i XVIII wieku w Kościele katolickim związany z interpretacją nauki św. Augustyna o łasce, a także jansenizm, który został ostatecznie potępiony na polu doktrynalnym dopiero w 1794 roku bullą Auctorem fidei.